# Таблиця медалей зимових Паралімпійських ігор 2022
Таблиця медалей зимових Паралімпійських ігор 2022 — це перелік національних паралімпійських комітетів, показаний за кількістю медалей, здобутих під час XIII зимових Паралімпійських ігор, що проходять 4–13 березня 2022 року в місті Пекін, Китай. Буде розіграно 78 комплектів медалей у 6 видах спорту.

## Таблиця
Таблиця медалей базується на інформації, наданій Міжнародним олімпійським комітетом (МОК), і відповідає конвенції МОК у його опублікованих таблицях медалей. За замовчуванням таблиця впорядковується за кількістю золотих медалей, які виграли спортсмени з країни, де нація — це організація, представлена Національним паралімпійським комітетом (НПК). Далі враховується кількість срібних медалей, а потім кількість бронзових. Якщо після цього все ще залишається нічия, то нації поділяють сходинку і перераховуються в алфавітному порядку відповідно до їхнього коду НПК.
      Країна-господар (Китай)
| Місце           | НОК             |    |    |    | Разом |
| --------------- | --------------- | -- | -- | -- | ----- |
| 1               | Китай           | 18 | 20 | 23 | 61    |
| 2               | Україна         | 11 | 10 | 8  | 29    |
| 3               | Канада          | 8  | 6  | 11 | 25    |
| 4               | Франція         | 7  | 3  | 2  | 12    |
| 5               | США             | 6  | 11 | 3  | 20    |
| 6               | Австрія         | 5  | 5  | 3  | 13    |
| 7               | Німеччина       | 4  | 8  | 7  | 19    |
| 8               | Норвегія        | 4  | 2  | 1  | 7     |
| 9               | Японія          | 4  | 1  | 2  | 7     |
| 10              | Словаччина      | 3  | 0  | 3  | 6     |
| 11              | Італія          | 2  | 3  | 2  | 7     |
| 12              | Швеція          | 2  | 2  | 3  | 7     |
| 13              | Фінляндія       | 2  | 2  | 0  | 4     |
| 14              | Велика Британія | 1  | 1  | 4  | 6     |
| 15              | Нова Зеландія   | 1  | 1  | 2  | 4     |
| 16              | Нідерланди      | 0  | 3  | 1  | 4     |
| 17              | Австралія       | 0  | 0  | 1  | 1     |
| 17              | Казахстан       | 0  | 0  | 1  | 1     |
| 17              | Швейцарія       | 0  | 0  | 1  | 1     |
| Усього (19 НПК) | Усього (19 НПК) | 78 | 78 | 78 | 234   |